# Dampierre-sur-Salon
Dampierre-sur-Salon è un comune francese di 1 326 abitanti situato nel dipartimento dell'Alta Saona nella regione della Borgogna-Franca Contea.

## Società

### Evoluzione demografica
Abitanti censiti